# Il risveglio dell'assassino
Il risveglio dell'assassino (Fool's Errand) è un romanzo fantasy del 2001 dell'autrice statunitense Megan Lindholm con lo pseudonimo di Robin Hobb; è il primo capitolo della trilogia dedicata all'Uomo ambrato. Come suggerisce l'originale titolo inglese Fool's Errand (modo di dire per "impresa impossibile"), questo libro apre un ciclo che, almeno nei titoli, si riferisce al destino del Matto (buffone di corte) del re Sagace, personaggi entrambi presenti nella trilogia di cui rappresenta il seguito: la Trilogia dei Lungavista.
In effetti, per una comprensione organica degli avvenimenti e dei riferimenti presenti in questo libro e nel resto di questo ciclo, la sua lettura dovrebbe essere iniziata dopo aver letto, oltre che la trilogia dei Lungavista, il ciclo dedicato ai Mercanti di Borgomago.
Il titolo italiano Il risveglio dell'assassino suggerisce il ritorno ai racconti del protagonista FitzChevalier Lungavista.
Dopo le vicende narrate ne Il viaggio dell'assassino, finita la guerra delle Navi Rosse che vide la vittoria dei Sei Ducati contro il popolo delle Isole Esterne grazie all'intervento dei draghi, FitzChevalier Lungavista, ormai creduto morto da tutti, assume l'identità fittizia di Tom lo Striato. Il libro riprende le sue narrazioni dopo quindici anni di quieto isolamento vissuto in una capanna di un bosco del ducato del Cervo dove Fitz passa i suoi giorni in compagnia del suo lupo Occhi-di-notte e di un figlio adottivo, Ticcio. 
Le vicende continuano nel seguito La furia dell'assassino.

## Trama
Una mattina, mentre Ticcio è via assieme al bardo di corte Stornella (una delle poche persone che è a conoscenza dell'esilio), il vecchio assassino di corte Umbra si presenta alla porta della capanna, con una richiesta per Fitz: divenire il nuovo Maestro d'Arte presso la Rocca di CastelCervo. Fitz rifiuta ed Umbra ritorna alla corte, deluso dalla decisione di perpetuare l'esilio. 
Un giorno qualsiasi, dopo l'incontro con Umbra, un elegante nobile dalla capigliatura bionda e dalla pelle ambrata si presenta alla porta della casetta del bosco: Fitz ed Occhi-di-notte riabbracciano con somma gioia dopo tanti anni il Matto. La visita del matto dopo tutti questi anni porta a Fitz una nuova notizia: il Profeta Bianco ha bisogno di nuovo del suo Catalizzatore per salvare il destino del mondo. Fitz si rifiuta di farsi coinvolgere nuovamente negli intrighi che tempo addietro avevano arrecato sofferenza e seminato morte nella sua vita e in quella di chi lo circondava, ma il Matto gli ribadisce che volente o nolente ripercorreranno quei percorsi in virtù dei sogni profetici che ha avuto. Dopo qualche giorno passati assieme ed in apparente spensieratezza, dopo aver rievocato sera dopo sera la loro vita trascorsa fino a quel momento, il Matto riparte alla volta di CastelCervo per assumere l'identità di Messer Dorato, nobile della esotica città meridionale di Jamaillia. Fitz lo saluta, risoluto a restare esiliato presso la sua casa nel bosco.
Dopo qualche giorno dalla dipartita del Matto, Fitz viene convocato a CastelCervo da un perentorio messaggio al quale non è possibile opporre un rifiuto; Fitz, suo malgrado, dà indicazioni al figlio adottivo Ticcio sul sistemare al meglio la casetta e di seguirlo di lì a poco a CastelCervo: lui sarebbe partito immediatamente dalla ricezione di quel messaggio. Occhi-di-notte avrebbe accompagnato Ticcio nel viaggio verso il castello, per lui non c'era tempo d'indugi: Tom lo Striato doveva presentarsi ad Umbra quanto prima.
Giunto al castello, Tom lo Striato viene assunto alle dipendenze di Messer Dorato come servitore e guardia del corpo. Usando l'intricato dedalo di passaggi segreti del castello Fitz ricompone l'antico sodalizio con l'assassino di corte Umbra per una nuova missione: il principe dei Sei Ducati, futuro re-in-attesa, è scomparso a due settimane dal fidanzamento con la Narcheska delle Isole Esterne. Ma messaggi anonimi recapitati alla regina fanno sospettare che il principe Devoto sia in pericolo: questi possedendo, come Fitz, sia la magia dell'Arte che quella dello Spirito, è caduto nelle mani dei Pezzati, una falange terrorista di coloro che possiedono la magia dello Spirito. Avendo stabilito incautamente un legame di sangue con una gatta da caccia controllata dai Pezzati, Devoto è stato allontanato dal castello e tratto in luogo sconosciuto: se la Regina Kettricken non si piegherà al volere dei Pezzati la vita del principe sarà messa in pericolo.
Così Fitz assieme al Matto parte in incognito sulle tracce del principe scomparso: la capacità di Fitz di rintracciare sia con lo Spirito sia con l'Arte il principe Devoto fanno di lui l'uomo perfetto per questa missione. Con l'aiuto dell'inseparabile Occhi-di-notte, del Matto e della capocaccia della Regina che si associa alla squadra di ricerca, il Bastardo di Chevalier ripercorre un intricato sentiero nell'entroterra del Ducato del Cervo dipanando una complessa matassa di tradimenti e di intrighi. Dopo una ricerca al cardiopalma, sulla quale incombe il limite temporale della festa di fidanzamento del principe, irrinunciabile per scongiurare un pericoloso incidente diplomatico con le Isole Esterne, Messer Dorato e il suo servitore Tom lo Striato, ritrovano il principe e lo traggono in salvo dai suoi sequestratori. Ripartendo alla volta di CastelCervo, però, non riescono a seminare i rapitori Pezzati, che contano su un nutrito numero di affiliati: così sull'orlo della resa e del fallimento della missione, Fitz si imbatte in un Pilastro d'Arte e attraverso di esso, come già in passato, fugge portando con sé solo il principe che è l'unico dotato di Arte e che può utilizzare quelle magiche costruzioni. Nel contempo Messer Dorato ed Occhi-di-notte sono tratti in prigionia; Fitz tenta disperatamente di liberarli dalle mani dei Pezzati e ritorna al covo dei sequestratori avendo scoperto il vero scopo del rapimento del principe Devoto: possederne il suo corpo, tramite l'utilizzo di un abietto incantesimo, possibile grazie ad un utilizzo atroce della magia dello Spirito.
Nell'estremo tentativo di Fitz di salvare i suoi amici, Occhi-di-notte muore mentre una delegazione di nobili, che possiede la magia dello Spirito ma ostili ai piani sovversivi dei Pezzati, corre in soccorso dei prigionieri ponendo fine una volta per tutte al tradimento.
Il libro si conclude con il ritorno di Messer Dorato, il suo servo Tom lo Striato e Lora, la capocaccia della Regina, che riconsegnano il principe Devoto ai doveri di corte, salvando così la missione diplomatica con la delegazione delle Isole Esterne a due giorni dal fidanzamento. Il destino dei Sei Ducati è di nuovo salvo, per il momento.